# Green Bay (condado de Brown, Wisconsin)
Gratiot es un pueblo ubicado en el condado de Lafayette, en el estado estadounidense de Wisconsin. En el Censo de 2010 tenía una población de 550 habitantes y una densidad poblacional de 3,91 personas por km².

## Geografía
Gratiot se encuentra ubicado en las coordenadas 42°33′48″N 90°2′3″O / 42.56333, -90.03417. Según la Oficina del Censo de los Estados Unidos, Gratiot tiene una superficie total de 140,73 km², de la cual 140,73 km² corresponden a tierra firme y (0%) 0 km² es agua.

## Demografía
Según el censo de 2010, había 550 personas residiendo en Gratiot. La densidad de población era de 3,91 hab./km². De los 550 habitantes, Gratiot estaba compuesto por el 99,09% blancos, el 0% eran afroamericanos, el 0% eran amerindios, el 0,55% eran asiáticos, el 0% eran isleños del Pacífico, el 0% eran de otras razas y el 0,36% pertenecían a dos o más razas. Del total de la población, el 0,36% eran hispanos o latinos de cualquier raza.